# La France couronnant l'Art et l'Industrie

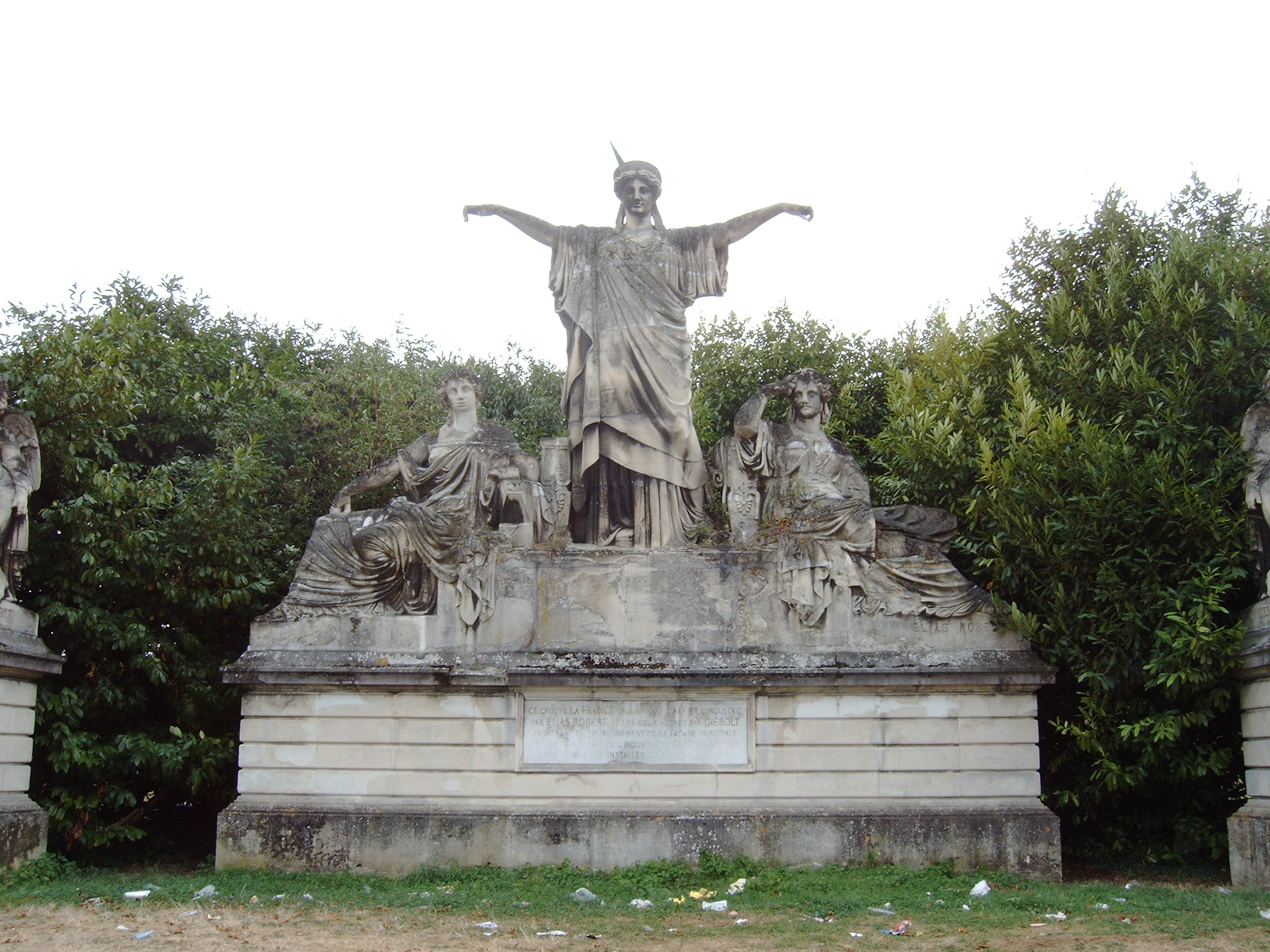
Le groupe principal, sculpté par Élias Robert.

La France couronnant l'Art et l'Industrie est un groupe de sculptures en calcaire  mesurant 6.50 m (21 pi) qui décorait le haut de l'entrée du palais de l'Industrie, bâtiment principal de l'exposition internationale de 1855 à Paris. Il est déplacé dans le parc de Saint-Cloud en 1900 lors de la démolition du palais de l'Industrie. Le groupe central, composé des trois allégories (France, Art et Industrie) est une œuvre du sculpteur Élias Robert. Les deux groupes de putti situés sur ses flancs sont de Georges Diebolt. Les couronnes que la France portait dans ses mains et la plupart des rayons de la couronne rayonnante qu'elle porte ont été perdus.

## Précédents et influences

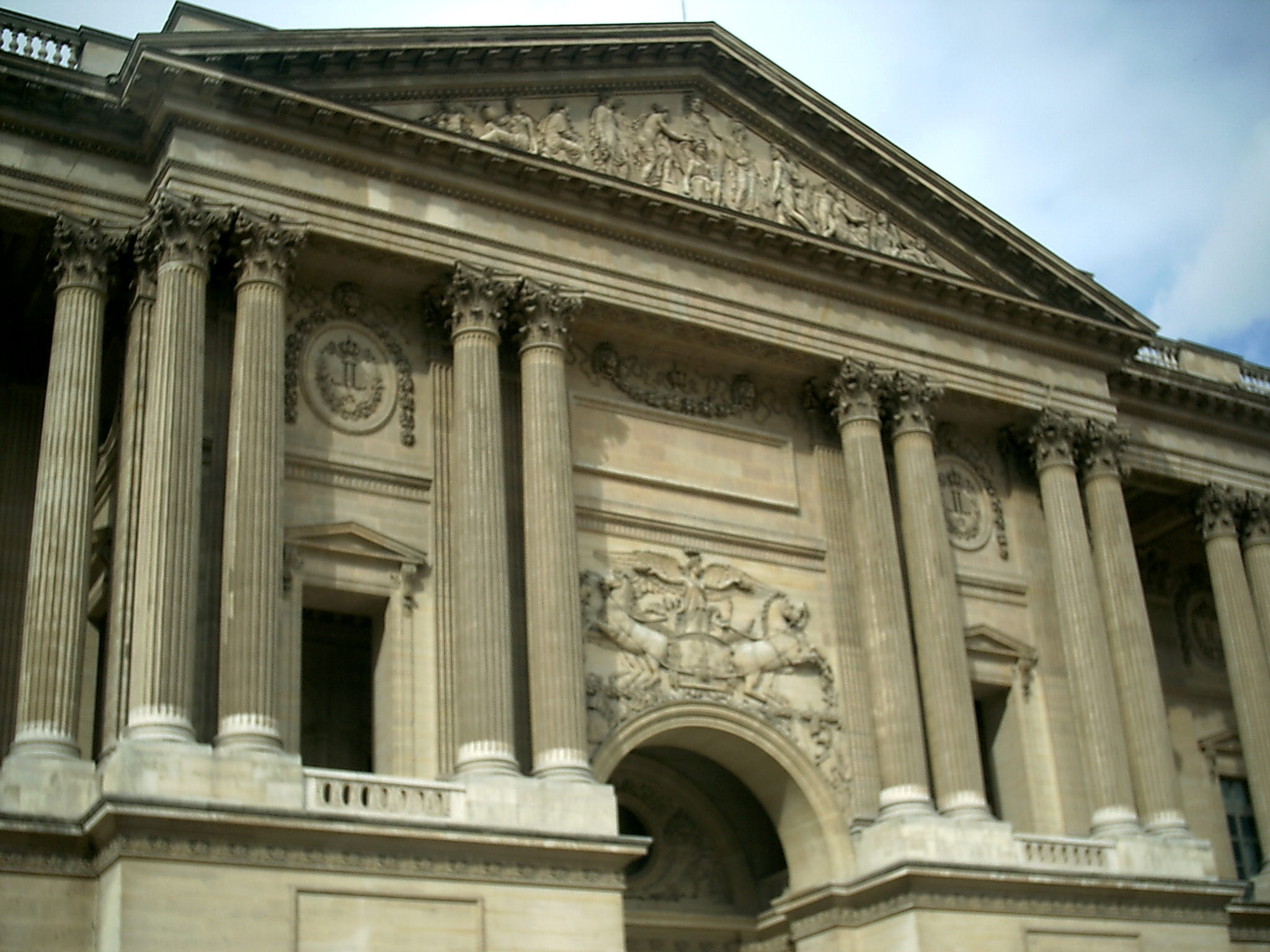
Entrée Est du Louvre, montrant le bas-relief Victoire dans un quadrige distribuant des couronnes.

Cette sculpture aurait été inspirée par le bas-relief Victoire dans un quadrige distribuant des couronnes de Pierre Cartellier (1810), à l'entrée Est du palais du Louvre, et pourrait être une source d'inspiration pour la statue de la Liberté à New York.
Un bas-relief sur le même sujet, intitulé La France distribuant des couronnes aux Arts et à l'Industrie, a été sculpté par Jean-Baptiste Louis Roman en 1830 et se trouve sur le mur derrière le siège du président de l'Assemblée nationale dans l'hémicycle du palais Bourbon.
En 1851, Georges Diebolt sculpte La France rémunératrice, une figure féminine colossale portant et distribuant des couronnes, pour une cérémonie de remise de prix sur les Champs-Élysées, qui a eu lieu pour les industriels français qui avaient été distingués à la Grande Exposition de Londres. Une réduction en bronze de petite taille a été exposée à l'Exposition universelle de 1855, et est maintenant exposée au musée d'Orsay.

## Galerie

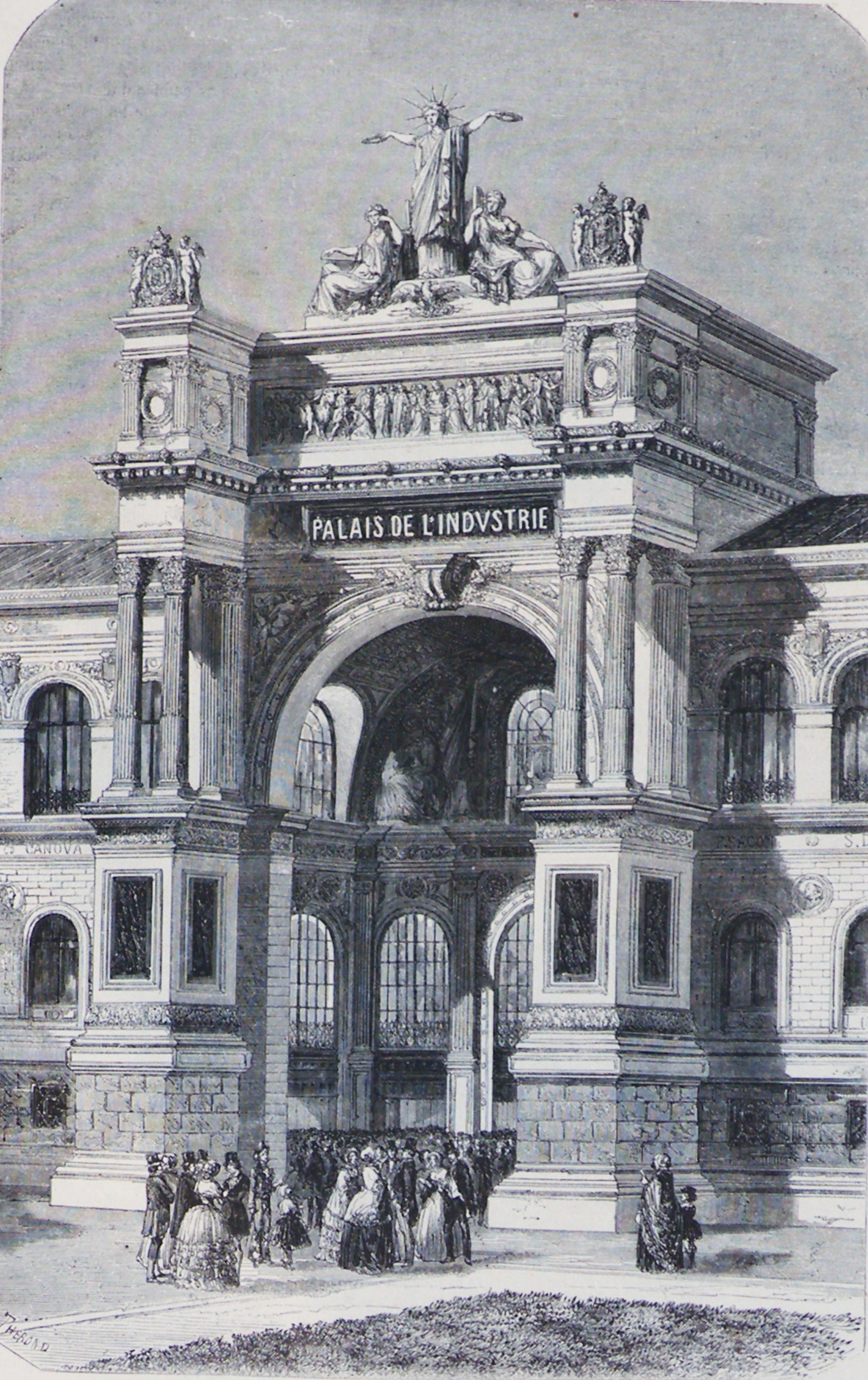
Entrée du palais de l'Industrie (1855).
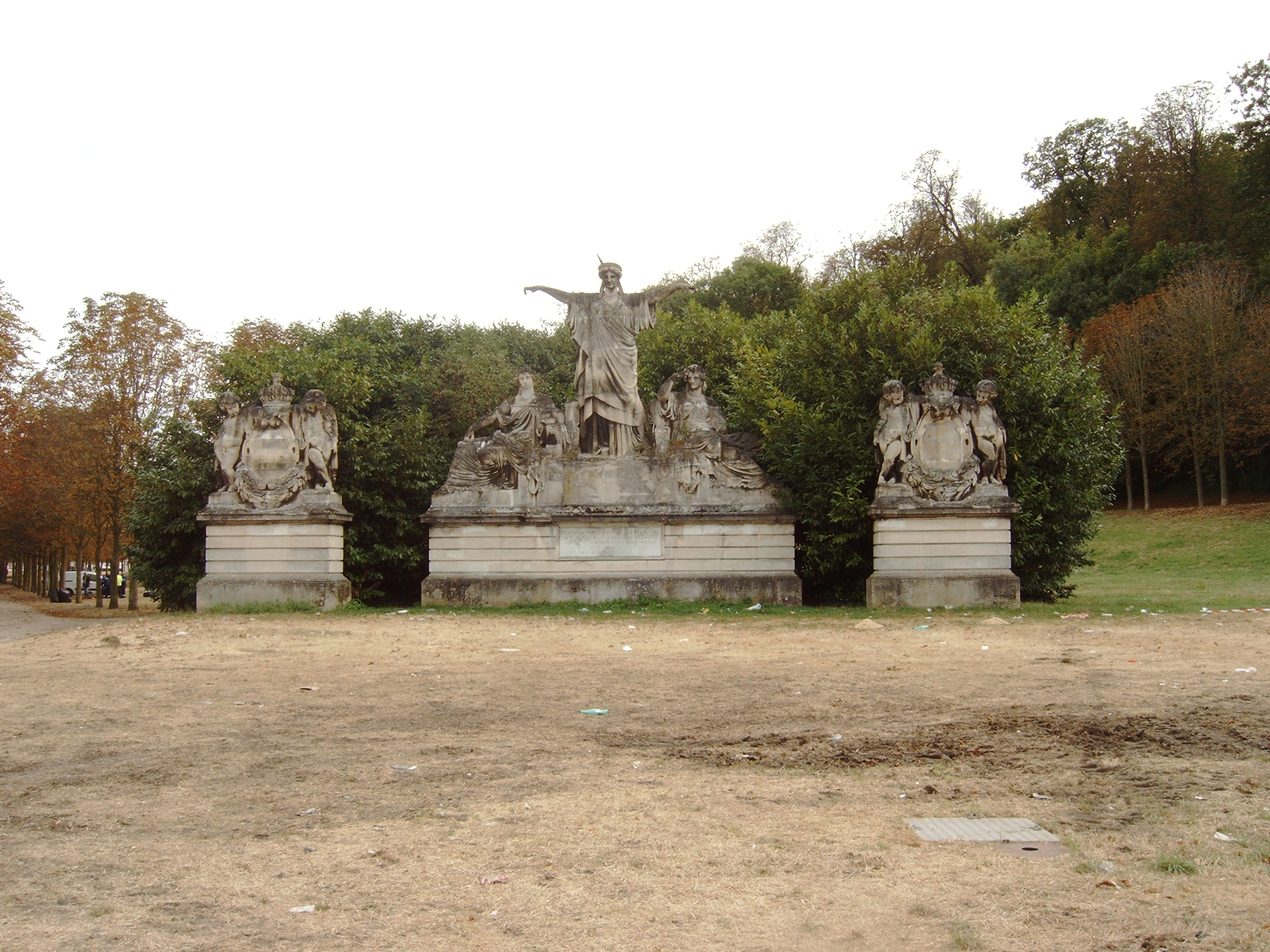
Vue générale (2009).
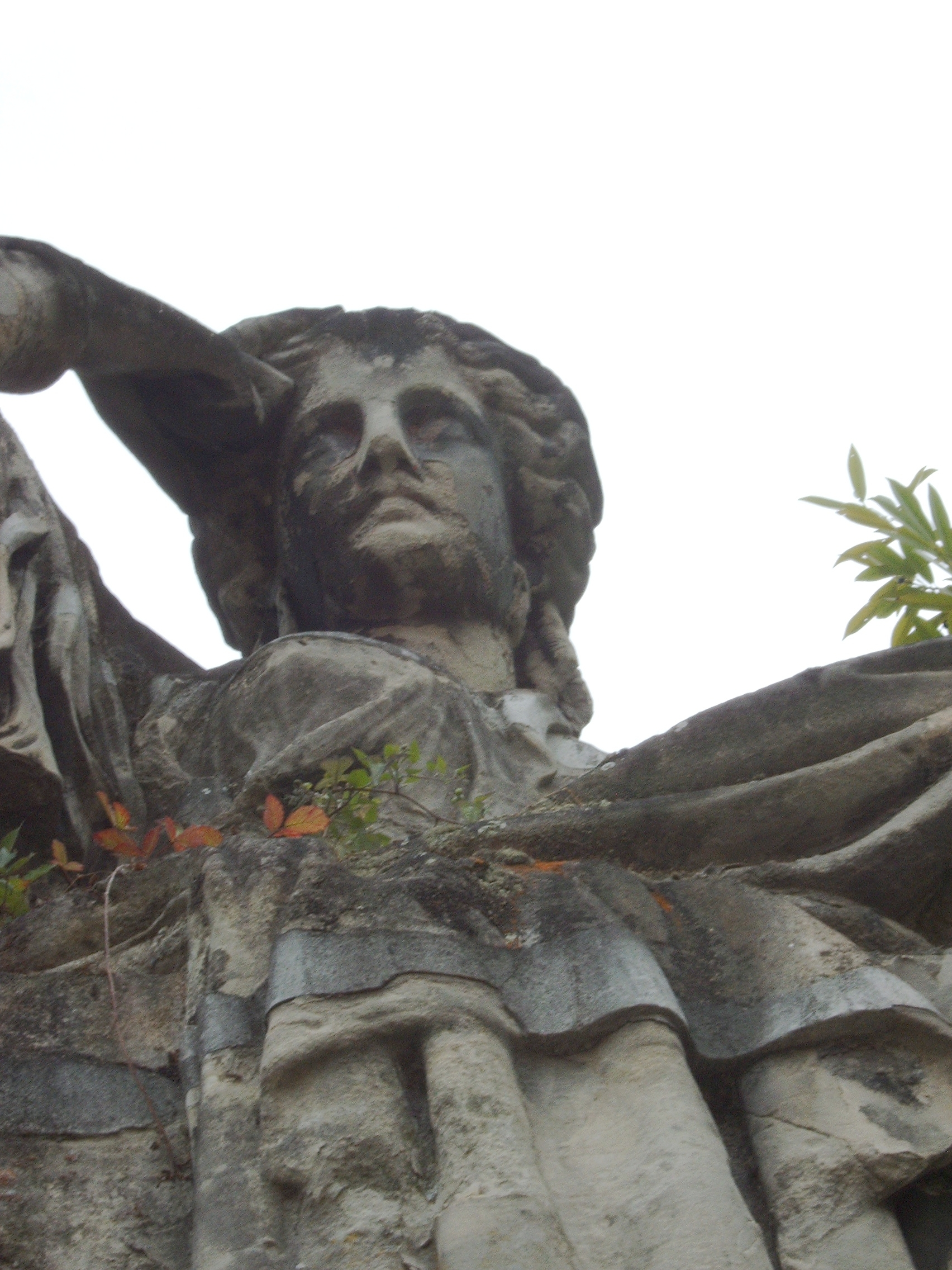
Allégorie de l'Art
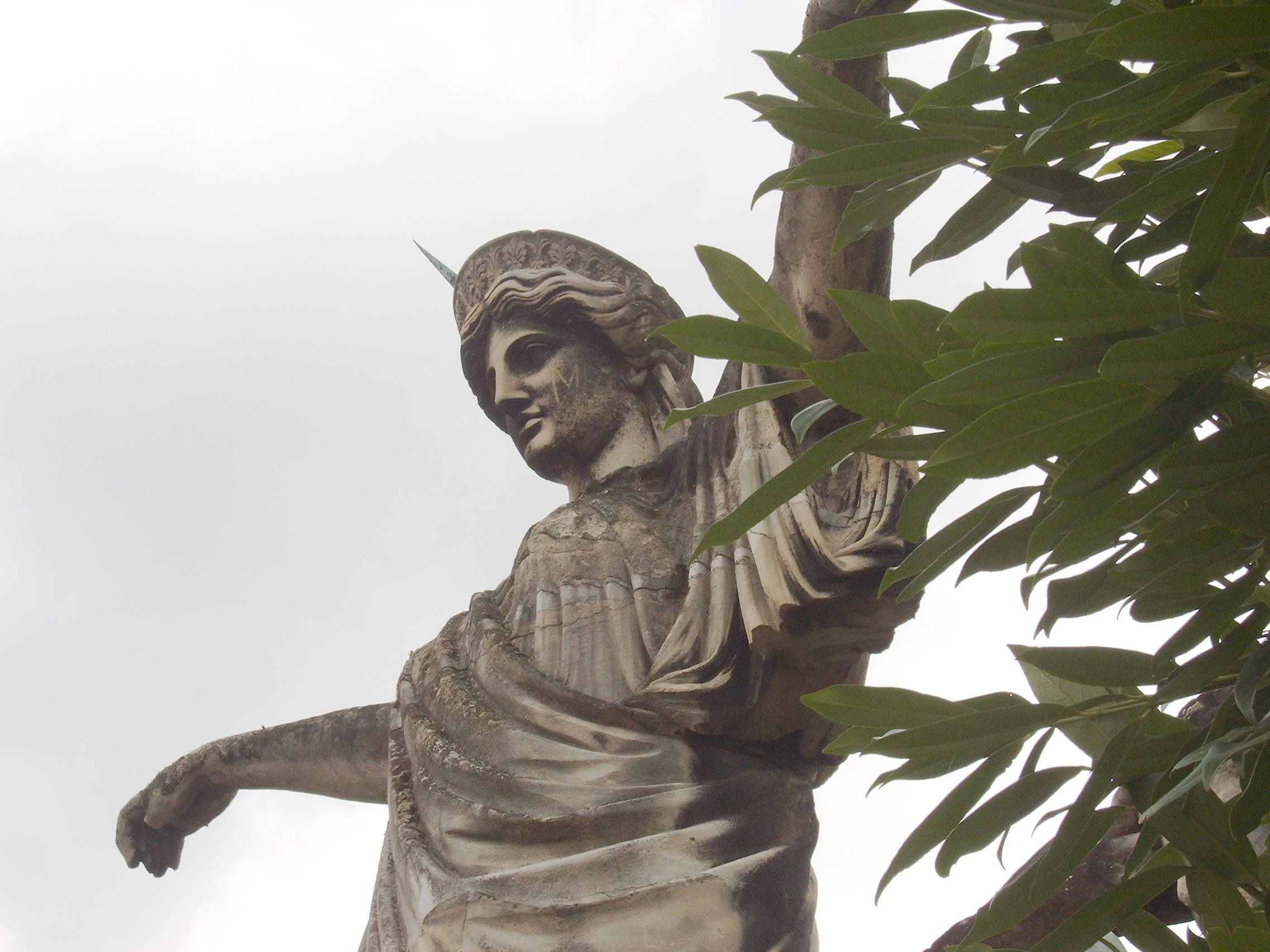
Allégorie de la France, avec son seul rayon de couronne rayonnant restant.
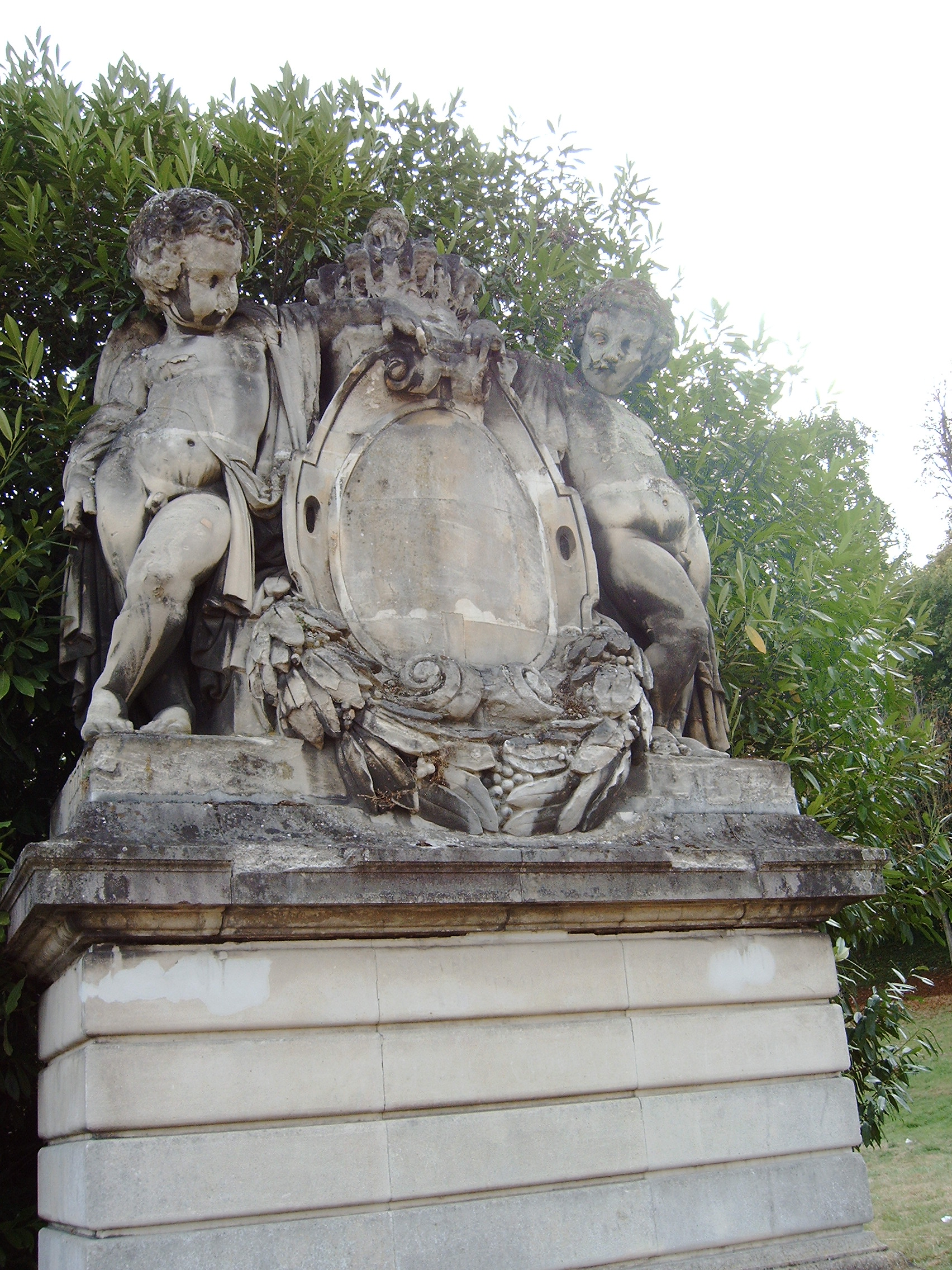
Groupe putti droit (par Diebolt).
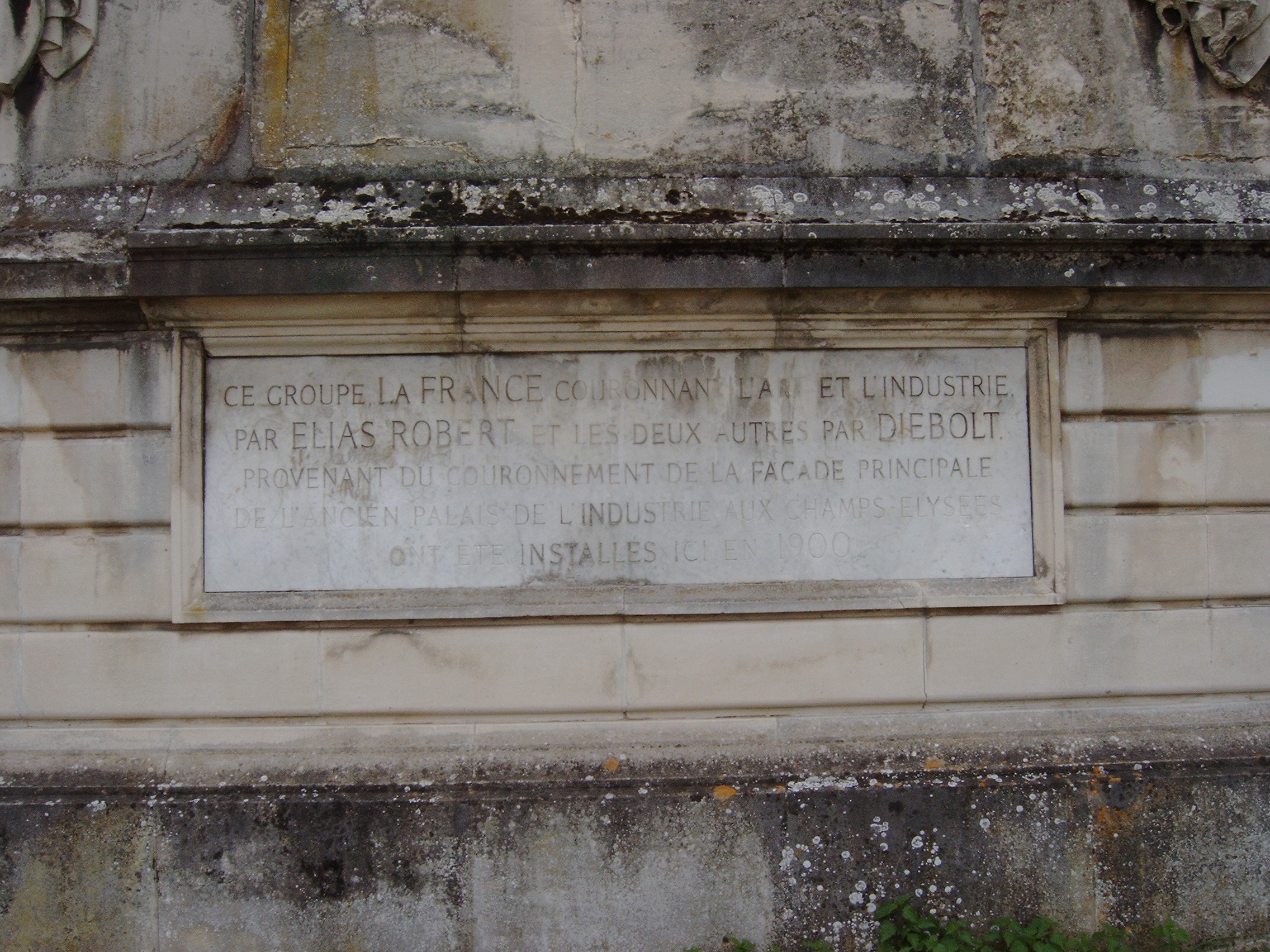
Plaque rappelant le transfert de Paris à Saint-Cloud en 1900.